# Стефания (королева Наварры)
Стефания де Фуа (умерла после 1066) — королева Наварры, жена Гарсии III. Хроники не указывают её происхождение.

## Биография
Дата рождения Стефании неизвестна, она впервые упоминается в хрониках уже как жена Гарсии III в 1038 или 1040 году. Норманнский летописец Клариус де Сенс упоминает, что Стефания в первом браке была женой норманнского дворянина Рожера де Тосни. Французские историки Лангедока, как правило, идентифицируют Стефанию под именем Этьенетта как дочь брата королевы Наварры Эрмезинды Бернара Роже де Фуа.
По поводу возможного первого брака Стефании в хрониках есть разногласия. Помимо указанного варианта с её замужеством за Рожером де Тосни, в «Хронике Нахеры» сообщается о том, что Стефания по предварительному договору была обещана королю Кастилии Санчо II, но была похищена и выдана за внебрачного сына Гарсии III.
Стефания родила Гарсии следующих детей:
- Санчо IV, король Наварры
- Рамиро (погиб в 1083), синьор Калаорры
- Фердинанд Гарсес, синьор Бусесты
- Рамон Гарсес Братоубийца, синьор Мурильо и Камероса
- Эрмезинда Гарсес, жена Фортуна Санчеса
- Майор Гарсес
- Уррака Гарсес (умерла в 1108), жена кастильского магната Гарсии Ордоньеса
- Химена

Она также могла быть матерью дочери Рожера де Тосни Констанции, жены Санчо Гарсеса, синьора Ункастильо.
Останки Стефании и её супруга покоятся в монастыре Санта-Мария-ла-Реаль в Нахере: Гарсия III был основателем монастыря, однако завершилось строительство уже после его смерти, благодаря Стефании и Санчо IV.